# Melle (Alemanha)
Melle é uma cidade da Alemanha localizada no distrito de Osnabrück, estado de Baixa Saxônia.

## Pessoas Famosas
Ilse Losa, escritora portuguesa de origem judaica nascida em 1913.